# NGC 4136
NGC 4136 este o galaxie spirală situată în constelația Părul Berenicei. A fost descoperită în 13 martie 1785 de către William Herschel. Se află la o distanță de 16,3 megaparseci de Pământ.